# Сін Бьон Хьон
Сін Бьон Хьон (кор. 신병현, 申秉鉉, Shin Byung-hyun; 7 лютого 1921 — 4 квітня 1999) — корейський політик, виконував обов'язки прем'єр-міністра Республіки Корея наприкінці 1984 — початку 1985 року.
Здобув економічну освіту. Працював у Банку Кореї. 1961 року став радником корейського посольства у Сполучених Штатах. Від 1970 до 1975 року працював у Міжнародному банку реконструкції та розвитку та, зрештою, став одним з його директорів за президентства Роберта Макнамари. Від 1980 до 1982 та від 1983 до 1986 року обіймав посаду віцепрем'єр-міністра та міністра економічного планування.
У листопаді 1984 року після виходу у відставку Чін Ий Джона тимчасово виконував обов'язки голови Уряду Республіки Корея.